# Harry Rawson
Harry Holdsworth Rawson (ur. 5 listopada 1843 w Walton-on-Hill, zm. 3 listopada 1910 w Londynie) – brytyjski żołnierz i działacz polityczny, admirał, w latach 1902–1909 gubernator Nowej Południowej Walii.

## Życiorys

### Kariera wojskowa
Rawson wstąpił do Royal Navy jako czternastoletni kadet. Jeszcze jako nastolatek wziął udział w II wojnie opiumowej, walcząc m.in. podczas zdobywania Fortów Dagu. W 1877 otrzymał stopień kapitana i został dowódcą fregaty HMS „Minotaur”. W czasie wojny brytyjsko-egipskiej w 1882 odpowiadał za wszystkie brytyjskie okręty transportowe biorące udział w tym konflikcie. W 1883 został powołany w skład sztabu brytyjskiej Floty Śródziemnomorskiej. Następnie w 1885 objął dowodzenie bazy morskiej HMNB Devonport. W 1889 powrócił do służby na morzu jako dowódca pancernika HMS „Benbow”. W 1895 został dowódcą sił Royal Navy stacjonujących w Afryce Południowej. W 1896 był głównodowodzącym siłami brytyjskimi podczas wojny angielsko-zanzibarskiej.
W 1897 kierował ekspedycją karną, wysłaną do Królestwa Benin celem pomszczenia poprzedniego brytyjskiego oddziału próbującego podbić te ziemie, którego wszyscy członkowie poza dwoma zostali zabici. W czasie wyprawy wojska Rawsona wyrządziły wielkie szkody, niszcząc lub rabując znaczną część dziedzictwa kulturowego królestwa, m.in. słynne brązy z Beninu, do dziś przechowywane w Muzeum Brytyjskim. Choć ekspedycja nie wzbudzała poważniejszych kontrowersji w czasie jej trwania, obecnie uważa się ją za jeden z najbardziej wstydliwych epizodów w dziejach brytyjskich wojen kolonialnych.
W 1898 otrzymał jedno z najbardziej prestiżowych stanowisk w Royal Navy, jakim było dowodzenie siłami odpowiedzialnymi za zabezpieczenie kanału La Manche.

### Kariera polityczna
W 1902 został mianowany gubernatorem Nowej Południowej Walii. Było to już wówczas stanowisko o znaczeniu głównie ceremonialnym, gdyż realną władzę sprawował premier, a dodatkowo od 1901 Nowa Południowa Walia była jednym ze stanów nowo powołanego Związku Australijskiego, wobec czego jej władze musiały przekazać znaczną część własnych kompetencji na szczebel federalny. Zdobył na tyle dużą popularność wśród mieszkańców stanu, iż jego kadencja została przedłużona i potrwała siedem lat zamiast zwyczajowych czterech lub pięciu. Opuścił Australię w maju 1909 roku.
Zmarł w Londynie w listopadzie 1910 w wieku 66 lat. Przyczyną zgonu były komplikacje po operacji usunięcia wyrostka robaczkowego.

### Życie prywatne
W październiku 1871 poślubił Florence Stewart Shaw, z którą miał pięcioro dzieci. W czasie pobytu w Australii Lady Rawson poważnie podupadła na zdrowiu i w 1905 udała się na kilkumiesięczne leczenie w Anglii. Gdy wydawało się, że najgorsze już za nią, w grudniu 1905 zmarła na pokładzie statku, którym wracała do Sydney.

## Odznaczenia i upamiętnienie
Rawson był kawalerem szeregu odznaczeń wojskowych i cywilnych. Dwukrotnie otrzymywał Order Łaźni, najpierw w 1897 klasy Rycerz Komandor (KCB), a później w 1906 klasy Rycerz Wielkiego Krzyża (1906). W 1909 przyznano mu Order św. Michała i św. Jerzego klasy Rycerz Wielkiego Krzyża (GCMG). Posiadał także kilka odznaczeń zagranicznych, m.in. osmańskich, belgijskich i egipskich. Jako kawaler najwyższych klas dwóch spośród głównych orderów miał prawo dopisywania przed nazwiskiem tytułu sir.
W 1906 Rawson ufundował wręczany do dzisiaj puchar jego imienia, który obecnie stanowi główne trofeum w uczelnianych zawodach sportowych mężczyzn na University of Sydney.